# Metafora
A metafora (ógörögül μεταφορά [metafora], am. átvitel) egyike a költői képeknek; összevont, egybecsúsztatott hasonlat, két fogalom, tulajdonság közelebbről nem definiált tartalmi-hangulati hasonlóságán alapuló szókép (ebben különbözik a metonímiától, amely inkább kapcsolódáson alapul). Két szerkezeti eleme van: az azonosító és az azonosítandó. A hasonlattól formailag annyiban tér el, hogy nincs benne valamilyen összehasonlító grammatikai jelzés. Éppen ez a hiány, gondolati űr, a két rész közötti nyelvileg ki nem töltött fogalmi távolság az, ami lehetővé teszi, hogy rugalmasan lehessen használni értelemadásra új jelenségek megnevezésekor, és hogy tovább lehessen gondolni a metafora jelentését újabb metaforák létrehozásával.
…S ki viszi át fogában tartva

a Szerelmet a túlsó partra?
Igen fontos a természetes nyelvekben meglévő felhasználási lehetősége, hogy pótoljon egy hiányzó elnevezést (üveg nyaka, szája stb.).
A köznapi beszédben és az irodalomban is azonosítandó tartalmak megragadhatóvá tétele („virágot virágnak”), néha pedig egyenesen különbözőségeik elsikkasztása érdekében metaforák százait, ezreit alkalmazzuk nyelvünkben, leginkább a retorikában, a politika nyelvezetében, ahol részben el akarják kerülni a dolgok nevén nevezését, és ahol részben nem létező dolgokról beszélnek „képes beszéd” formájában.
A kognitív nyelvészetben a metafora egyszerre nyelvi, fogalmi, társadalmi és kulturális, testi és idegi jelenség. A metafora két olyan fogalmi keret közötti megfelelések rendszere, ahol a két fogalmi keret a fogalmi rendszerünk két különböző („távoli”) területéről származik.

## A metafora fogalma
Az ókorban metaforának nevezték azt a jelenséget, amikor valaki egy hasonlatot használt egy általa meg nem nevezett dolog nevén nevezése helyett, azért, mert az egyik dolog hasonlít a másikra, vagy nem létezik megfelelő szó az említett dologra (nyelvi, szókincsbeli hiányosság esete).
„… [a metafora] helyénvalónak látszik, ha a szóban forgó dologra nincs külön kifejezés, így e szóképet a megvilágítás, nem üres szójáték céljára alkalmazzuk”
„Névátvitelnek azt nevezem […] amikor a hasonlóság alapján átvisszük valamely szó jelentését egy másikra, vagy díszítő célzattal, vagy a nyelv fogyatékossága miatt.”
Quintilianus a katachrésis/abusio elnevezéssel illeti a metaforának azt a használatát, amikor „névvel nem rendelkező […] dolgoknak olyan nevet adunk, amely közel esik hozzá”, s csak akkor nevezi metaforának a szóképet, ha olyan dologra alkalmazzuk, amelynek van neve. Ez a megkülönböztetés azonban nem általános az antik retorikában. Például Cornificius a téves szóhasználatot nevezi katachrésisnek/abusiónak (a szó szótári jelentése egyébként ’visszaélés’), a quintilianusi jelentés nem szerepel nála; a metaforának hat funkcióját sorolja fel (szemléletesség, tömörítés, az obszcenitás elkerülése, nagyítás, kicsinyítés, díszítés), s ezek között sem szerepel a nyelvi hiány (latinul inopia) kiküszöbölése.[forrás?]
Ugyanakkor a metaforák figyelmen kívül hagyása, használatának logikátlansága napjainkban nem is az irodalmi, hanem a szakszövegek fordítása területén okozhat nyelvi kimérákat. Például egy angol nyelven megírt szöveg fordítása során adódik, hogy a szöveg egy olyan szókincset használ, amelynek tagjai egymáshoz képest logikusan és képszerűen vannak kialakítva, egy „nagy metaforát”, metafora-hálót alkotnak. Ha a fordító ezt nem érzékeli, vagy érzékeli, de magyarul nem tudja visszaadni, az eredetileg összefüggő metaforák közötti kapcsolatok megszűnnek. Ezáltal a kapott fordítás képi megjeleníthetősége, fogalmi elképzelése, logikai megragadhatósága nagyban leromlik. (Részleges megoldás az lehet, hogy a szavak egy részét meghagyja eredeti nyelven.)
Hagyományos értelemben a metaforát mint irodalmi jelenséget tekintjük. George Lakoff kognitív nyelvész volt az első, aki a hatvanas években felvetette a metafora kognitív értelmezését. Több ponton szembehelyezkedett Chomsky transzformációs-generatív nyelvelméletével, s bevezette a fogalmi metafora kifejezést, amely túlmutat a hagyományos irodalmi értelmezésen. Lakoff arra a megállapításra jutott, hogy a hétköznapi nyelvünkben rengeteg metaforát használunk, s azok nem feltétlenül díszítő, gazdagító elemként szolgálnak csupán, hanem gondolatainkat szervesen a segítségükkel fejezzük ki, s ily módon a metafora használata a természetes nyelv funkcionálásának alapvető módja. A kognitivista kutatók Lakoff szemléletére épülve alakították ki elméleteiket, s feltételezésük szerint nem csupán mindennapi nyelvhasználatunk szerves részét képezik a metaforák, hanem nagyban befolyásolják világlátásunkat és a konceptualizációnkat is.
A metafora egy olyan nyelvi eszköz, amelynek segítségével képesek vagyunk absztrakt cselekvések és tartalmak konkrét módon való kifejezésére. Két dolog azonosítása hangulati egyezés vagy tartalmi hasonlóság alapján.

## Külső hivatkozások
- Benczik Vilmos: A metafora mint az inopia korrekciója
- Metafora a pedagógiában – Vámos Ágnes könyvéről